# Dalima patnaria
Dalima patnaria là một loài bướm đêm trong họ Geometridae.